# Gerard van Leijenhorst
Gerard van Leijenhorst (Ede, 11 juni 1928 – Garderen, 28 december 2001) was een Nederlands politicus voor de Christelijk-Historische Unie (CHU) en het Christen-Democratisch Appèl (CDA).

## Leven en werk
Van Leijenhorst werd in 1928 in Ede geboren als zoon van de landbouwer Willem van Leijenhorst en Berendina van Driesten. Na zijn middelbareschoolopleiding in Amersfoort studeerde hij van 1948 tot 1954 natuur- en scheikunde aan de Rijksuniversiteit Utrecht. Hij was voor hij de politiek in ging schei- en natuurkundeleraar in Almelo en Gouda. Hij begon zijn politieke loopbaan als lid van de gemeenteraad van Gouda. Hij was actief in diverse organisaties van protestants-christelijke signatuur (met name op onderwijsgebied). In 1971 werd hij gekozen als lid van de Tweede Kamer. In het kabinet-Van Agt II was hij als staatssecretaris belast met minderhedenbeleid en rampenbestrijding. In het kabinet-Lubbers I was hij staatssecretaris van onderwijs. 
Van Leijenhorst was in de CHU een representant van het vooral op de Veluwe voorkomende orthodox-protestantisme. Hij werd gezien als een trouwe werker, die zich vooral met onderwijszaken bezighield. Hij behoorde in ethische zaken tot de uiterste rechtervleugel. Hij stemde (samen met zijn fractiegenoot Henk Couprie) tegen de voorstellen over abortus en als enige CDA'er tegen het wetsvoorstel over euthanasie. Ook was Van Leijenhorst tegenstander van ontwikkelingshulp aan Cuba, contacten met de PLO en de anti-discriminatiewetgeving. Hij keerde zich tegen het verminderen van de contacten met het Zuid-Afrikaanse apartheidsbewind en sancties tegen dat regime.
Van Leijenhorst trouwde op 8 november 1956 met Geertruida Hendrika Swets. Uit hun huwelijk werden vier kinderen geboren. Hij overleed in december 2001 op 73-jarige leeftijd in Garderen. Van Leijenhorst was Ridder in de Orde van de Nederlandse Leeuw en Grootofficier in de Orde van Oranje-Nassau.
- Biografisch Portaal: 33716577
- Parlement.com: vg09llf1sjxu